# Agapenor
Agapenor, na mitologia grega, foi um rei da Arcádia, que liderou as forças árcades na Guerra de Troia. Segundo algumas versões, ele foi o fundador de Pafos, em Chipre. 

## Família
O nome do seu pai era Anceu.
Licurgo, o filho mais velho e sucessor de Aleu como rei da Arcádia, teve dois filhos, Anceu e Epochus; Epochus morreu de doença, e Anceu foi um dos argonautas e morreu na caçada ao javali de Calidão.
Licurgo viveu mais que seus filhos, morrendo em uma idade avançada, e foi sucedido por Équemo, filho de Aéropo, filho de Cefeu, filho de Aleu. Équemo foi sucedido por Agapenor, filho de Anceu, filho de Licurgo.

## Reinado
Ele é mencionado nos mitos relacionados a Alcmeão, filho de Anfiarau: Alcmeão casou-se com Arsínoe, filha de Fegeu, rei de Psophis, da Arcádia; depois que Alcmeão se casou com Calírroe, filha de Aqueloo, e quis levar para a nova esposa o colar dourado e a roupa de Harmonia, Alcmeão foi morto pelos filhos de Fegeu. Quando Arsínoe reclamou, foi colocada em um baú e levada a Tégea, para servir de escrava a Agapenor.

## Guerra de Troia
Agapenor liderou as tropas da Arcádia na Guerra de Troia, levando sessenta ou sete navios.

## Retorno da Guerra
No retorno da guerra, uma tempestade atingiu a frota da Arcádia, e eles foram parar em Chipre, onde Agapenor fundou a cidade de Pafos, e construiu o santuário de Afrodite em Paleopafos (a antiga Pafos).
O sucessor de Agapenor, como rei da Arcádia, foi Hippothous, filho de Cercyon, filho de Agamedes, filho de Estínfalo; Estínfalo era primo de Aleu.
Pausânias, em visita a Tégea, viu uma roupa que havia sido ofertada por uma descendente de Agapenor chamada Laódice, como oferta para Atena Alea; na roupa ela escreveu Esta é a roupa de Laódice, ela a oferece para sua Atena, enviando-a para a sua pátria-mãe a partir da divina Chipre.